# Voz da Unidade
Voz da Unidade è un giornale che è stato utilizzato come strumento dal Partito Comunista Brasiliano nella lotta per la redemocratizzazione del Brasile.

## Storia
Tra il 1980 e il 1991 circola a San Paolo, Manaus, Boa Vista e Santarém, essendo stato portavoce del PCB, ad esempio, nella lotta per la legalità del partito, per la fine della dittatura militare e per la stabilità economica. Il primo articolo del giornale risale alla settimana dal 30 marzo del 5 aprile 1980. Nel corso degli 11 anni furono pubblicate 516 edizioni del quotidiano, sebbene le ultime due, nel 1991, avessero un nuovo nome, cioè " New Party ", che annuncia i cambiamenti nel vecchio PCB.
Il nome originale del giornale si riferisce all'idea della necessità della sinistra politica brasiliana, alle prese con la dittatura militare, di unire le forze, la voce e l'unità al fine di ripristinare la democrazia nel Paese. Il carattere giornalistico del periodo, quindi, intendeva dare "il diritto di voce a un contingente di soggetti sociali che, fino a quel momento erano causa dello stato dittatoriale, non erano coperti da altri media".

## Il ritorno
In 7 di agosto del 2018 , Voz da Unidade è tornato a ripubblicare, questa volta come l'organo di stampa ufficiale del PCB.